# Masazi
Masazi är ett vattendrag i Burundi.   Det ligger i provinsen Ruyigi, i den centrala delen av landet, 80 kilometer öster om huvudstaden Bujumbura.
Omgivningarna runt Masazi är en mosaik av jordbruksmark och naturlig växtlighet. Runt Masazi är det ganska tätbefolkat, med 111 invånare per kvadratkilometer.